# Угода з дияволом

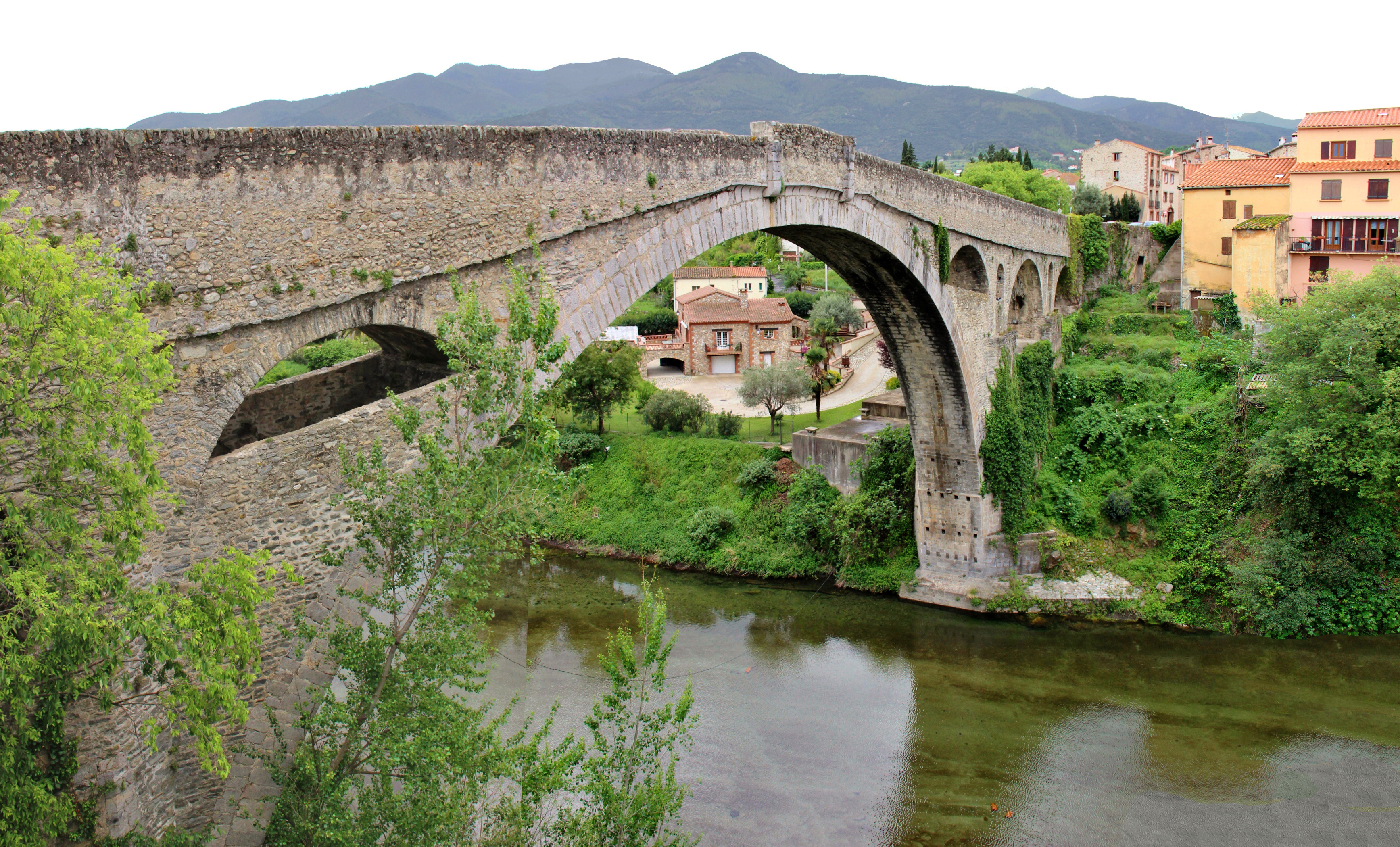
Один із середньовічних «чортових мостів», які, за переказами, допоміг звести зодчим чорт

Угода з дияволом — культурний мотив, досить поширений в історії Середньовіччя. Найвідоміший приклад — «угода» між Йоганном Фаустом й Мефістофелем, але зустрічається також у інших творах.
За вірою в чаклунство, укладаючи акт між людиною й Сатаною або будь-яким іншим демоном (або з бісами), людина пропонує свою душу в обмін на послуги. Ці послуги залежать від конкретної історії, але зазвичай включають молодість, знання, багатство та владу. Вважалося також, що деякі люди укладають подібну угоду на знак визнання Диявола їхнім господарем, а не в обмін на щось. Історія може мати моралізаторський кінець — із вічним прокляттям для безрозсудної людини. З іншого боку, може бути і комічний результат, у якому селянин обманює диявола.
Будь-які «надлюдські» досягнення в історії могли бути віднесені до угод з дияволом — від розкиданих по всій Європі «чортових мостів» до чудової техніки гри на скрипці Тартіні та Паганіні. Нині існують вебсайти, де людині пропонують «продати свою душу» дияволу.

## У демонології
У Середньовіччі вважали, що людина, яка уклала угоду, також обіцяла демону вбивати дітей або присвячувати їх дияволу в момент народження (часто акушерок звинувачували в цьому, зважаючи на кількість дітей, які в Середньовіччі та епоху Відродження помирали при народженні), брати участь у шабаші, мати сексуальні стосунки з демонами, а іноді навіть народжувати дітей від сукуба чи інкуба (у разі, якщо до диявола зверталася жінка).

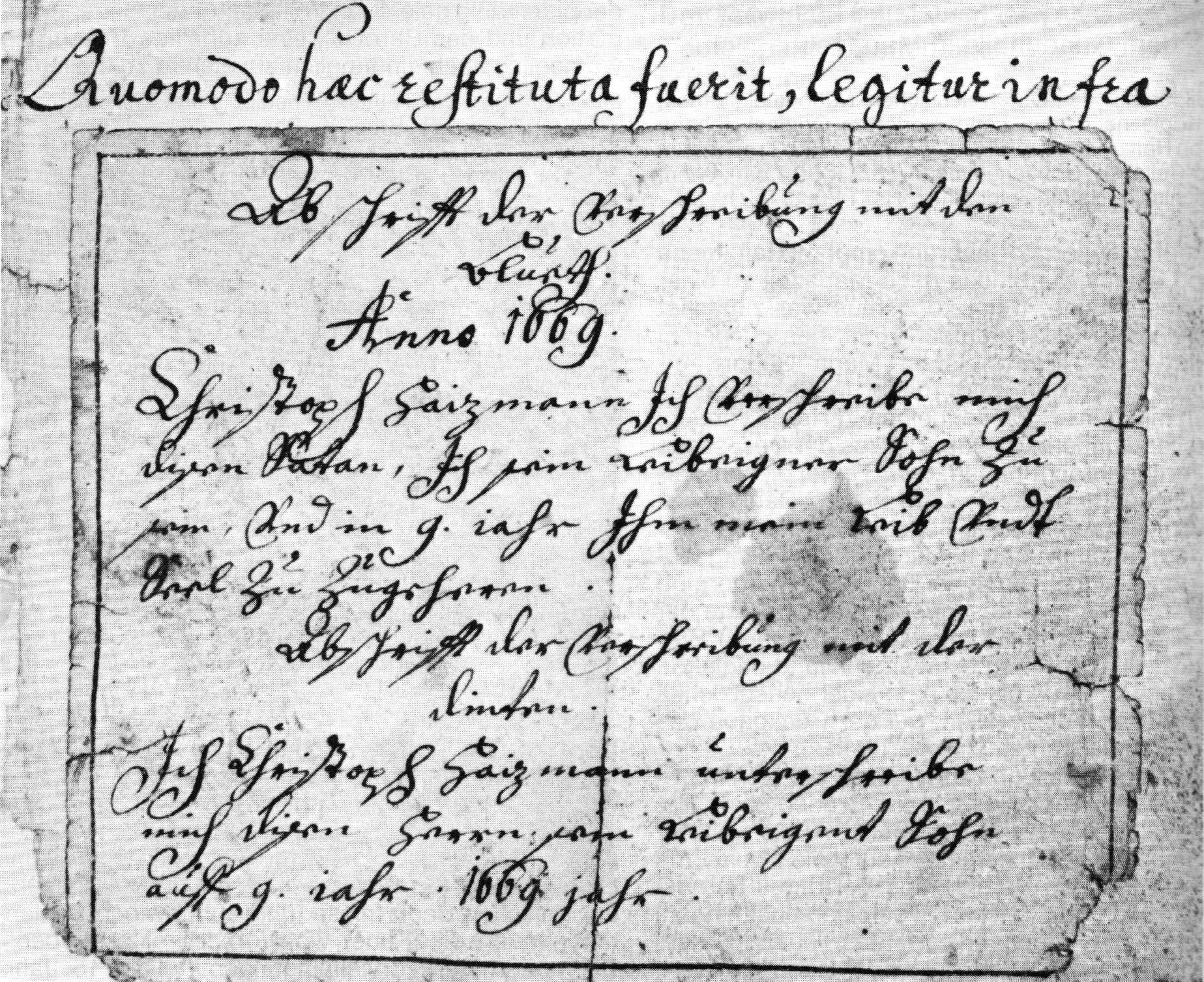
«Угода з дияволом», яку підписав 1669 року психічно хворий художник Крістоф Гайцман

Угода може бути усною або письмовою. Усну угоду укладають викликом, заклинанням або ритуалом для залучення демонів; якщо прохач вважає, що демон існує, він просить для себе певну допомогу і пропонує свою душу в обмін; ніяких доказів угоди не залишається, але, за деякими процесами над відьмами, організованими інквізицією, навіть усна угода залишає докази, а саме — диявольську мітку, незабутній слід, де зазначених осіб торкнувся диявол, щоб запечатати договір. Мітку можна використати як доказ укладення угоди. Вважалося також, що на тому місці, де залишено знак, позначена людина не може відчувати болю. Письмова угода укладається також у формі залучення демона, але включає письмовий акт, як правило, підписаний кров'ю того, хто викликав (хоч іноді стверджувалося також, що кров'ю повинні бути написані всі дії, деякі демонологи відстоювали ідею використання замість крові червоного чорнила, інші ж говорили про використання крові тварин, а не людської крові). Угода могла мати форму контракту або підпису в Червоній книзі Сатани.
Ці акти часто представляли як доказ угоди з дияволом, хоча критики стверджують, що немає доказів, чи вони справжні — написані божевільними особами, які вважали, що вони насправді мають справу з демоном, — чи просто підроблені й представлені в суд інквізиції. Як правило, акти містили дивні символи, які вважали підписами демона, і кожен із них мав свій підпис чи печатку. Книги, подібні до «Малого ключа Соломона» (лат. Lemegeton Clavicula Salomonis), дають докладний перелік цих ознак, відомих як «диявольські підписи».
У «Молоті відьом» обговорюється кілька передбачуваних випадків угод із дияволом, особливо щодо жінок. Вважалося, що всі відьми та чаклуни укладали угоду з якимсь демоном, найчастіше із Сатаною.
За демонологією є певний місяць, день тижня і час, коли можна викликати демона, тому виклик для угоди слід здійснити в належний час. Крім того, кожен демон має певну функцію, і певний демон викликається залежно від того, що збирається просити той, хто викликає.